# A 200 metros
A 200 metros (en árabe, 200 متر) es una película de drama y aventura de 2020 escrito y dirigido por el director palestino Ameen Nayfeh. La película se estrenó en la 77.ª edición del Festival Internacional de Cine de Venecia en septiembre de 2020, donde ganó el premio BNL People's Choice Audience Award como parte de la competencia Venice Days. Fue seleccionada como la entrada jordana a la Mejor Película Internacional en la 93.ª edición de los Premios Óscar, pero no fue nominada. Ganó la Medalla ICFT UNESCO Gandhi en el 51.ª edición del Festival Internacional de Cine de India en enero de 2021.

## Sinopsis
La película gira en torno a una familia en la ciudad palestina de Tulkarm, separada por el muro israelí, y los esfuerzos del padre que intenta visitar a su hijo al otro lado del muro.

## Producción
La película se rodó en Tulkarem, Cisjordania, en 2019.

## Lanzamiento
A 200 metros se estrenó en la 77.ª edición del Festival Internacional de Cine de Venecia en septiembre de 2020. Está programado para mostrarse en el Festival de Cine de El Gouna en octubre de 2020. Se proyectó en la 51.ª edición del Festival Internacional de Cine de India bajo la Medalla ICFT UNESCO Gandhi en enero de 2021.

### Reconocimientos
| Año  | Premio                                           | Categoría                                       | Destinatarios               | Resultado | Ref.   |
| ---- | ------------------------------------------------ | ----------------------------------------------- | --------------------------- | --------- | ------ |
| 2020 | Festival de Cine de la Naranja Dorada de Antalya | Mejor actor                                     | Ali Sulimán                 | Ganador   | [ 11 ] |
| 2020 | Festival de Cine de El Gouna                     | Mejor actor                                     | Ali Sulimán                 | Ganador   | [ 12 ] |
| 2020 | Festival de Cine de El Gouna                     | Premio FIPRESCI                                 | Amén Nayfeh                 | Ganador   | [ 12 ] |
| 2020 | Festival de Cine de El Gouna                     | Premio Cine para la Humanidad                   | Amén Nayfeh                 | Ganador   | [ 12 ] |
| 2020 | Festival Internacional de Cine de Tesalónica     | Mejor Largometraje                              | Amén Nayfeh                 | Ganador   | [ 13 ] |
| 2020 | Festival Internacional de Cine de Tesalónica     | Premio Especial del Jurado a la Mejor Dirección | Amén Nayfeh                 | Ganador   | [ 13 ] |
| 2020 | Festival Internacional de Cine de la India       | CFT UNESCO - Premio Gandhi                      | Amén Nayfeh                 | Ganador   | [ 14 ] |
| 2020 | Premios Gallo de Oro                             | Mejor película internacional                    | Amén Nayfeh                 | Ganador   |        |
| 2020 | Le Giornate degli Autori                         | El premio Elección del público de BNL           | Amén Nayfeh                 | Ganador   | [ 15 ] |
| 2021 | Festival de Cine Judío de Atlanta                | Premio del Jurado de Derechos Humanos           | Amén Nayfeh                 | Ganador   | [ 16 ] |
| 2021 | Festival Internacional de Cine Fajr              | Mejor guion                                     | Amén Nayfeh                 | Ganador   | [ 17 ] |
| 2021 | Festival Internacional de Cine Fajr              | Mejor película                                  | Amén Nayfeh                 | Ganador   | [ 17 ] |
| 2021 | Camerimage                                       | Debut de los directores                         | Amén Nayfeh                 | Nominado  |        |
| 2024 | Festival Internacional de cine del Sahara        | Ganadores de la Camella Blanca                  | Ameen Nayfeh, Ahmad Al-Bazz | Ganadores | [ 18 ] |